# Mary Heeley
Mary Heeley, née le 30 mars 1911 à Birmingham et morte le 14 août 2002  au Cap, est une joueuse de tennis britannique.

## Carrière
Engagée avec Beatrice Feltham dans le Double dames du tournoi de Wimbledon 1930, le duo britannique s'incline en demi finale face à la paire américaine Edith Cross/Sarah Palfrey.
En 1932, elle atteint la demi finale du simple dame à Wimbledon, échouant face à l'américaine Helen Wills,future vainqueur du tournoi.
Elle participe avec le Sud-africain Norman Farquharson à une finale de tournoi du grand chelem en double mixte lors du Tournoi de Wimbledon 1933, contre la paire allemande Hilde Sperling/Gottfried von Cramm.
Elle épouse David Frederick Cartwright en 1938, et en secondes noces Claude Richard Bosomworth.